# Ramiro Amarelle
Pour les articles homonymes, voir Amarelle.
Ramiro Figueiras Amarelle, né le 17 décembre 1977 à Ponteceso (Galice) et plus connu sous le nom de Amarelle, est un footballeur espagnol international de beach soccer. Il évolue au poste d'attaquant.
Amarelle a gagné presque tous les trophées individuels du beach soccer parmi lesquels 4 titres de meilleur buteur d'Europe et autant de fois meilleur joueur, mais aussi quatre fois meilleur buteur d'une coupe du monde et deux fois meilleur joueur. Avec l'Espagne, Amarelle est quintuple champion d'Europe et deux fois vice-champion du monde.
Il est considéré comme le David Beckham du beach soccer avec son visage d'ange et la précision son pied gauche. Ancien professionnel du Deportivo La Corogne, Ramiro Figueiras Amarelle est aujourd'hui sur le podium des meilleurs représentants du beach soccer.

## Biographie

### Débuts à La Corogne (1993-1996)
Ramiro Amarelle fait ses premières armes sur l'herbe et à 11 contre 11, sous les couleurs du Deportivo La Corogne. À 19 ans, il fait des apparitions avec l'équipe B du club mais remporte surtout le championnat juniors d'Espagne.

### Beach soccer
En 2006, Ramiro Amarelle rejoint le Milano Beach Soccer avec qui il réalise deux doublés coupe-championnat consécutifs. La première année, Amarelle termine meilleur buteur du championnat, il en fait de même en coupe d'Italie l'année suivante.
En 2011, Ramiro Amarelle signe en tant qu'entraineur-joueur au FC Barcelone qui créé sa section beach-soccer,. En 2012, Amarelle rejoint le Grasshopper Zurich en Suisse où évolue Dejan Stankovic. Pour l'Euro Beach Soccer League 2012, Amarelle annonce son retour en équipe d'Espagne. Mais il renonce ensuite à participer à la Coupe du monde 2013 à Tahiti et prend sa retraite internationale

## Palmarès

### En sélection
| Compétitions mondiales | Compétitions continentales |
| --- | --- |
| - Coupe du monde de beach soccer - Finaliste en 2003 et 2004 - 3e en 2000 - Mundialito - Finaliste en 2004 - 3e en 2001 et 2009 | - Euro Beach Soccer League (5) - Vainqueur en 1999, 2000, 2001, 2003 et 2006 - Finaliste en 2002 - Euro Beach Soccer Cup (2) - Vainqueur en 2008 et 2009 - Finaliste en 2004 |

### En club
- Deportivo La Corogne
  - Champion d'Espagne junior en 1996

- Milano Beach Soccer
  - Champion d'Italie en 2006, 2007 et 2013
  - Vainqueur de la coupe d'Italie en 2006, 2007 et 2009

### Individuel
- Coupe du monde de beach soccer
  - Meilleur joueur en 2003 et 2008

- Euro Beach Soccer League
  - Meilleur joueur en 1998, 2000, 2001 et 2003
  - Meilleur buteur en 1998, 2000, 2005 et 2007

- BSWW Mundialito
  - Meilleur joueur en 2001
  - Meilleur buteur en 2009

- Italie[10]
  - Meilleur buteur du championnat italien en 2006
  - Meilleur buteur de la coupe d'Italie en 2007

- All-Star
  - Sélectionné pour le All-Star européenne choisi pour affronter le  Brésil en 2004 et 2007
  - Sélectionné pour le All-Star mondial choisi pour affronter le  Brésil en 2006, 2007, 2008 et 2009

## Statistiques
Amarelle prend part à 5 premières Coupes du monde FIFA pour 27 buts en 18 matchs (autant de victoires que de défaites).

## Vie privée
Ramiro Amarelle est marié à Silvia et est papa d’une petite fille.